# Phyllomacromia kimminsi
Phyllomacromia kimminsi – gatunek ważki z rodziny Macromiidae.